# Cathédrale de Monzón
La cathédrale Sainte-Marie du Romeral est une cathédrale catholique située dans la ville de Monzón, dans la communauté autonome d'Aragon en Espagne. Elle partage le siège du diocèse de Barbastro-Monzón avec la cathédrale de Barbastro en tant que co-cathédrale.

## Source
- (es) Cet article est partiellement ou en totalité issu de l’article de Wikipédia en espagnol intitulé « Catedral de Santa María del Romeral de Monzón » (voir la liste des auteurs).